# POLD4
POLD4 (англ. DNA polymerase delta 4, accessory subunit) – білок, який кодується однойменним геном, розташованим у людей на короткому плечі 11-ї хромосоми. Довжина поліпептидного ланцюга білка становить 107 амінокислот, а молекулярна маса — 12 433.
| 10         |  | 20         |  | 30         |  | 40         |  | 50         |
| ---------- |  | ---------- |  | ---------- |  | ---------- |  | ---------- |
| MGRKRLITDS |  | YPVVKRREGP |  | AGHSKGELAP |  | ELGEEPQPRD |  | EEEAELELLR |
| QFDLAWQYGP |  | CTGITRLQRW |  | CRAKQMGLEP |  | PPEVWQVLKT |  | HPGDPRFQCS |
| LWHLYPL    |  |            |  |            |  |            |  |            |

A: Аланін

C: Цистеїн

D: Аспарагінова кислота

E: Глутамінова кислота

F: Фенілаланін

G: Гліцин

H: Гістидин

I: Ізолейцин

K: Лізин

L: Лейцин

M: Метіонін

P: Пролін

Q: Глутамін

R: Аргінін

S: Серин

T: Треонін

V: Валін

W: Триптофан

Задіяний у таких біологічних процесах, як пошкодження ДНК, репарація ДНК, реплікація ДНК, альтернативний сплайсинг. 
Локалізований у ядрі.